# Andreas Meyer-Lindenberg
Andreas Sebastian Meyer-Lindenberg (* 31. Oktober 1965 in Bad Godesberg) ist ein deutscher Psychiater. Er ist Direktor des Zentralinstituts für Seelische Gesundheit in Mannheim.

## Leben
Meyer-Lindenberg wurde in Bonn geboren. Er studierte Medizin in Bonn und an der Cornell University in New York, Mathematik an der Fernuniversität Hagen. Seit 1984 ist er Mitglied des Corps Palatia Bonn. Er ist Enkel des Diplomaten Hermann Meyer-Lindenberg und Urenkel des linksliberalen Politikers Oscar Meyer und des Philatelisten Carl Lindenberg.
Seine ärztliche und wissenschaftliche Tätigkeit führte ihn über Bonn und Gießen, wo er als Neurologe, Psychiater und Psychotherapeut ausgebildet wurde, an das National Institute of Mental Health in Bethesda (Maryland). Im Jahre 2007 wurde er in Nachfolge von Fritz Henn Direktor am Zentralinstitut für Seelische Gesundheit, Ärztlicher Direktor der dortigen Klinik für Psychiatrie und Psychotherapie und Ordinarius für Psychiatrie und Psychotherapie an der Medizinischen Fakultät Mannheim der Universität Heidelberg. Der wissenschaftliche Schwerpunkt der Arbeit von Andreas Meyer-Lindenberg liegt in der Erforschung von Risiko- und Schutzmechanismen bei schweren psychischen Erkrankungen wie Schizophrenie und Depression mittels bildgebender, genetischer und umweltbezogener Methoden.
Als „higly cited researcher“ wurde er regelmäßig als einer der meist zitierten Wissenschaftler seines Fachbereichs identifiziert. 2009 wurde er zum Mitglied der Deutschen Akademie der Naturforscher Leopoldina, 2011 zum ordentlichen Mitglied der Heidelberger Akademie der Wissenschaften und 2022 zum Mitglied der Academia Europaea gewählt. Meyer-Lindenberg ist Mitglied von mehreren Scientific Advisory Boards, darunter Brain Mind Institute – Swiss Federal Institutes of Technology Lausanne, Robert-Sommer Award for Schizophrenia Research, Research Priority Program on „Foundation of Human Social Behavior“ – Universität Zürich, The Loop Zürich – Medical Research Center, Endosane Pharmaceuticals, Neurotorium and The Brain Prize und Mitglied im Vorstand mehrerer Fachgesellschaften wie der Deutschen Gesellschaft für Psychiatrie und Psychotherapie, Psychosomatik und Nervenheilkunde (DGPPN) und des European College of Neuropsychopharmacology (ECNP).
Andreas Meyer-Lindenberg ist Standortsprecher im Deutschen Zentrum für Psychische Gesundheit.

## Ehrungen und Auszeichnungen
- Mitglied der Academia Europaea (2022)
- Prix Roger de Spoelberch (2013)
- ECNP Neuropsychopharmacology Award (2012)
- Mitglied der Heidelberger Akademie der Wissenschaften (2011)
- Kurt-Schneider-Wissenschaftspreis (2010)
- Mitglied der Deutschen Akademie der Naturforscher Leopoldina (2009)[3]
- A. E. Bennett Research Award, Society of Biological Psychiatry (2007)
- Joel Elkes International Award for Clinical Research, American College of Neuropsychopharmacology (2006)
- Roche/Nature Medicine Award for Translational Neuroscience (2006)
- Bench-to-Bedside award, NIMH/ORD/NIAAA (2004–2006)
- National Institutes of Health Fellows Award for Excellence in Biomedical Research (1999–2001)
- International Congress for Schizophrenia Research Award (2001)
- NARSAD Young Investigator Award (2000)
- Bristol-Myer-Squibb Young Investigator Award (1998)